# Eirik Hoseth
Eirik Hoseth (Kristiansund, 26 maggio 1977) è un ex calciatore norvegese, di ruolo attaccante.

## Carriera

### Club
Hoseth cominciò la carriera con la maglia del Kristiansund, prima di passare al Clausenengen. Nel 2001 fu ingaggiato dallo Aalesund, per cui esordì nella 1. divisjon il 27 maggio, sostituendo Tor Hogne Aarøy nella sconfitta casalinga per 0-1 contro il Raufoss. Il 24 giugno segnò la prima rete, nel 4-0 inflitto allo Ørn-Horten. Contribuì alla promozione del campionato 2002.
Il 21 aprile 2003 debuttò così nella Tippeligaen, nella sconfitta per 3-1 sul campo del Vålerenga. Il 26 aprile segnò la prima rete nella massima divisione norvegese, nel pareggio per 3-3 contro il Brann. Nella stessa stagione, lo Aalesund retrocesse, ma si guadagnò immediatamente la promozione, con Hoseth in squadra.
Nel 2006 si trasferì allo Hødd, club di Adeccoligaen. Il 9 aprile disputò il primo incontro in squadra, andando anche a segno nel pareggio per 1-1 sul campo dello Strømsgodset. Rimase in squadra fino alla conclusione del campionato 2008. Successivamente giocò all'Herd.